# Cymbidium serratum
Cymbidium serratum är en orkidéart som beskrevs av Rudolf Schlechter. Cymbidium serratum ingår i släktet Cymbidium, och familjen orkidéer. Inga underarter finns listade i Catalogue of Life.